# 宇都宮インターチェンジ
宇都宮インターチェンジ（うつのみやインターチェンジ）は、栃木県宇都宮市宝木本町にある、東北自動車道と日光宇都宮道路のインターチェンジ。両道路のジャンクションを兼ねる。
東北自動車道は本ICを境に川口方面は6車線、福島方面は4車線となる。

## 道路
- E4 東北自動車道（10番）
- E81 日光宇都宮道路
- 接続する道路：国道119号（宇都宮北道路、宇都宮市街方面）

## 料金所
料金所は東北自動車道の出入口にのみ設置されており、日光宇都宮道路には設置されていない（篠井ICまたは大沢IC/TBで徴収）。
- ブース数：14

### 入口
- ブース数：5
  - ETC専用：2
  - ETC・一般：1
  - 一般：2

### 出口
- ブース数：9
  - ETC専用：2
  - ETC・一般：2
  - 一般：5

## 周辺
- 国道293号
- 道の駅うつのみや ろまんちっく村
- 宇都宮動物園
- 宇都宮第一病院
- 栃木県立富屋特別支援学校
- 宇都宮市水道今市水系第六号接合井

## 隣
E4 東北自動車道
(9) 鹿沼IC - 大谷SIC（事業中） - 大谷PA - (10) 宇都宮IC - (10-1) 上河内SA/SIC - (11) 矢板IC
E81 日光宇都宮道路
宇都宮IC - (1) 徳次郎IC - (1-1) 篠井IC